# Gotthard Fischer
Pour les articles homonymes, voir Fischer.
Gotthard Fischer (né le 10 janvier 1891 à Goldap et mort le 27 juillet 1969 à Flensbourg) est un Generalleutnant allemand qui a servi au sein de la Heer dans la Wehrmacht pendant la Seconde Guerre mondiale.
Il a été récipiendaire de la croix de chevalier de la croix de fer. Cette décoration est attribuée pour récompenser un acte d'une extrême bravoure sur le champ de bataille ou un commandement militaire avec succès.

## Biographie
Né à Goldap, Gotthard Fischer entre le 2 mars 1909 comme cadet dans le 37e régiment d'artillerie de campagne. Le 22 août 1910, il est promu au grade de leutnant.
Fischer participe à la première guerre mondiale, il est promu au grade d'oberleutnant le 25 février 1915 et il est nommé adjudant de la 2e brigade d'artillerie de campagne (de) le 14 novembre 1916. Le 18 décembre 1917, il est promu au grade de hauptmann. Fischer est transféré le 2 juillet 1918 à l'état-major à la 12e Division de réserve.
Après la guerre, Fischer devient le commandant pendant une brève utilisation comme officier de l'état-major de la 2e section dans la zone neutre, puis il quitte l'armée à la fin d'année 1920. Le 1er octobre 1933, il revient de nouveau dans l'armée et il est de nouveau commandant le 1er octobre 1934 du district militaire à Angerburg en Prusse-Orientale. Le 1er septembre 1935, il est promu major et le 1er octobre 1936, il est transféré au 37e régiment d'artillerie, le 1er juin 1938, Fischer est promu au grade d'oberstleutnant un mois plus tard et devient le commandant du 47e régiment d'artillerie.
Fischer participe à l'invasion de la Pologne et de la France. le 15 avril 1940, il est nommé commandant du 21e régiment d'artillerie, et il est promu au grade d'oberst le 1er juin 1941. Il reçoit la croix allemande en or le 29 janvier 1942. Le 1er février 1942, il est nommé commandant du 123e régiment d'artillerie. Le 1er août 1943, il remet son commandement, et commande comme chef une formation de division. Le 1er décembre 1943, il prend la direction de la 126e division d'infanterie jusqu'au 1er mars 1944. Dans le même temps, il est promu au grade de generalmajor et devient le commandement de la division, il reçoit la croix de chevalier de la croix de fer le 7 février 1944. Le 1er septembre 1944, il est nommé generalleutnant et le 1er mars 1945, il est le commandant du 303e régiment d'artillerie de la 18e Armée. Lorsque la guerre prend fin, il est capturé par les soviétique, dont il est libéré le 10 octobre 1955.

## Promotions
| Fähnrich        | 21 décembre 1909   |
| Leutnant        | 22 août 1910       |
| Oberleutnant    | 25 février 1915    |
| Hauptmann       | 18 décembre 1917   |
| Major           | 1er septembre 1935 |
| Oberstleutnant  | 1er juin 1938      |
| Oberst          | 1er juin 1941      |
| Generalmajor    | 1er mars 1944      |
| Generalleutnant | 1er septembre 1944 |

## Décorations
- Croix de fer (1914)
  - 2e classe
  - 1re classe
- Croix d'honneur des combattants 1914-1918
  - Agrafe de la croix de fer (1939)
  - 2e classe
  - 1re classe
- Médaille du Front de l'Est
- Croix allemande en or (29 janvier 1942)
- Croix de chevalier de la croix de fer
  - Croix de chevalier le 7 février 1944 en tant que Oberst et commandant de la 126e division d'infanterie[1].